# Ministère Jean-Baptiste de Martignac
Restauration
Ministère Villèle Ministère Polignac
Le ministère Jean-Baptiste Sylvère Gaye de Martignac dure du 4 janvier 1828 au 8 août 1829, sous le règne de Charles X de France.

## Composition

### Présidence du Conseil
| Fonction                           | Image                   | Nom                                                         |
| ---------------------------------- | ----------------------- | ----------------------------------------------------------- |
| Président du Conseil des ministres | Le vicomte de Martignac | Jean-Baptiste Sylvère Gaye, vicomte de Martignac (de facto) |

### Ministères
| Fonction                                 | Image                                                                          | Nom |
| ---------------------------------------- | ------------------------------------------------------------------------------ | --- |
| Ministre des Affaires étrangères         |                                                                                | Pierre-Louis-Auguste Ferron, comte de La Ferronnays (du 4 janvier 1828 au 24 avril 1829)                          |
| Ministre des Affaires étrangères         | Anne-Adrien-Pierre, duc de Montmorency-Laval (du 24 avril 1829 au 14 mai 1829) | |
| Ministre des Affaires étrangères         | Le comte Portalis                                                              | Joseph-Marie, comte Portalis (du 14 mai 1829 au 8 août 1829)                                                      |
| Ministre des Finances                    | Le comte Roy                                                                   | Antoine, comte Roy                                                                                                |
| Ministre de l’Intérieur                  | Le vicomte de Martignac                                                        | Jean-Baptiste Sylvère Gaye, vicomte de Martignac                                                                  |
| Ministre de la Justice                   | Le comte Portalis                                                              | Joseph-Marie, comte Portalis (du 4 janvier 1828 au 14 mai 1829)                                                   |
| Ministre de la Justice                   | Pierre-Alpinien Bourdeau                                                       | Pierre-Alpinien Bourdeau (du 14 mai 1829 au 8 août 1829)                                                          |
| Ministre de la Marine et des Colonies    | Le comte de Chabrol                                                            | Christophe de Crouzol, comte de Chabrol (du 4 janvier 1828 au 3 mars 1828)                                        |
| Ministre de la Marine et des Colonies    | Le baron Hyde de Neuville                                                      | Jean-Guillaume, baron Hyde de Neuville (du 3 mars 1828 au 8 août 1829)                                            |
| Ministre de la Guerre                    | Le vicomte de Blacquetot                                                       | Louis-Victor de Caux, vicomte de Blacquetot                                                                       |
| Ministre de l'Instruction publique       |                                                                                | Antoine Lefebvre, comte de Vatimesnil                                                                             |
| Ministre des Cultes                      | Le comte-évêque Frayssinous                                                    | Denis, comte-évêque Frayssinous (du 4 janvier 1828 au 3 mars 1828)                                                |
| Ministre des Cultes                      | François-Jean-Hyacinthe, comte-évêque Feutrier (du 3 mars 1828 au 8 août 1829) | |
| Ministre du Commerce et des Manufactures |                                                                                | Pierre Laurent Barthélemy, comte de Saint-Cricq (ministre secrétaire d’État du 4 janvier 1828 au 29 janvier 1828) |

### Sous-secrétariats d’État
| Fonction                            | Image                    | Nom                                                          |
| ----------------------------------- | ------------------------ | ------------------------------------------------------------ |
| Sous-secrétaire d’État à la Justice | Pierre-Alpinien Bourdeau | Pierre-Alpinien Bourdeau (du 24 janvier 1828 au 14 mai 1829) |

## Fin du gouvernement et passation des pouvoirs
Le 8 août 1829, le roi Charles X, qui ne crut jamais en la politique qu'il représentait, met fin au ministère et écarte Jean-Baptiste Sylvère Gaye de Martignac du pouvoir.
Il est remplacé le jour même par le prince Jules de Polignac en tant que président du Conseil des ministres.

## Source
- site elisanet